# Бойцов, Михаил Анатольевич
Михаи́л Анато́льевич Бойцо́в (род. 6 мая 1961, Москва) — российский историк-медиевист, доктор исторических наук, профессор Высшей школы экономики, декан факультета гуманитарных наук НИУ ВШЭ (2018—2022).

## Биография
В 1978 году поступил в Московский государственный университет на исторический факультет, который окончил в 1983 году. Там же обучался в аспирантуре на кафедре истории средних веков. В 1987 году защитил диссертацию на соискание степени кандидата исторических наук «Имперские собрания в Германии во второй половине XIV в.». Начал преподавание на кафедре истории средних веков, в 1994 году получил звание доцента. В 1996 году совместно с Ю. Л. Бессмертным начал редактировать альманах «Казус. Индивидуальное и уникальное в истории». Значительный, едва ли не скандальный резонанс в академическом сообществе получила статья Бойцова «Вперед к Геродоту» (1999).
В 2011 году защитил докторскую диссертацию на тему «Политический церемониал в Священной Римской империи XIV — начала XVI в.» в МГУ. В этом же году Бойцов стал профессором кафедры политической истории факультета истории НИУ ВШЭ. В 2012 году стал заведующим только что созданной научно-учебной лаборатории медиевистических исследований. В 2018 году назначен деканом Факультета гуманитарных наук НИУ ВШЭ.
Как исследователь занимается средневековой Германией, культурой средневековья и архивоведением.

## Основные работы
Автор более 120 публикаций.
Монографии и главы в коллективных монографиях
- Die Plünderung der toten Herrscher als allgemeiner Wahn, in: Bilder der Macht in Mittelalter und Neuzeit. Byzanz — Okzident — Rußland / Отв. ред.: O. G. Oexle, M. A. Bojcov. Göttingen : Vandenhoeck & Ruprecht, 2007. P. 53-117.
- Величие и смирение. Очерки политического символизма в средневековой Европе. М.: РОССПЭН, 2009. 550 с.

Статьи
- How the emperor accepted his crown from the pope’s feet // Zeitschrift fur Historische Forschung. 2005. Т. 32. № 2. С. 163—198.
- Бойцов М. А. Сидя на алтаре // Священное тело короля. Ритуалы и мифология власти / отв. ред. Н. А. Хачатурян. М. : Наука, 2006. С. 190—262.
- Покаяние императора: Феодосии I и Амвросий Медиоланский // Вестник древней истории. 2009. № 2 (269). С. 21-48.
- Der Kern der Goldenen Bulle von 1356 (немецкий). // Deutsches Archiv für Erforschung des Mittelalters, 2013. Т. 69. № 2. C. 581—614
- The healing touch of a sacred king? convicts surrounding a prince in adventus ceremonies in the holy roman empire during the fourteenth to sixteenth centuries // German History. 2015. Т. 33. № 2. С. 177—193.

Учебники и научно-популярная литература
- Путь Магеллана : [Для дошк. возраста] [Худож. С. Бойко]. — М. : Малыш, 1991. — ISBN 5-213-00124-6
- Бойцов М. А., Шукуров Р. М. История средних веков : [В 2 ч.]. Ч. 1. — М. : Междунар. ин-т развития образоват. систем : Междунар. отношения, 1994. — 159 с. ISBN 5-7084-0039-0
- Бойцов М. А., Шукуров Р. М. История средних веков : [В 2 ч.]. Ч. 2. — М. : Междунар. ин-т развития образоват. систем : Междунар. отношения, 1994. — 159 с. ISBN 5-7084-0042-0
- Бойцов М. А.., Шукуров Р. М. История средних веков : [Эксперим.] учеб. для 7-го кл. сред. учеб. заведений — 2-е изд., испр. — М. : Фирма «Издатель», 1995. — 414 с. ISBN 5-7084-0112-5